# Polyommatus stigmatifera
Polyommatus stigmatifera är en fjärilsart som beskrevs av Otto Staudinger. Polyommatus stigmatifera ingår i släktet Polyommatus och familjen juvelvingar. Inga underarter finns listade i Catalogue of Life.